# Gnomidolon opacicolle
Gnomidolon opacicolle là một loài bọ cánh cứng trong họ Cerambycidae.